# FA Cup 1976-1977
La FA Cup 1976-1977 è stata la 96ª edizione della competizione calcistica a eliminazione diretta più antica del mondo. 
Per la quarta volte nella sua storia, fu vinta dal Manchester Utd nella finale disputata contro il Liverpool al Wembley Stadium.

## Turni di qualificazione
Le squadre non iscritte alla lega nazionale si affrontano nei turni di qualificazione per assicurarsi i 28 posti disponibili per l'accesso alla fase finale.

## Fase finale

### Primo turno
A partire da questo turno, entrano le 48 squadre iscritte alla terza e alla quarta divisione. Scarborough, Stafford Rangers, Wigan e Wimbledon FC sono qualificate direttamente al turno successivo.
| Squadra 1             | Risultato | Squadra 2           |
| --------------------- | --------- | ------------------- |
| 20 novembre 1976      |           |                     |
| Enfield               | 0 – 0     | Harwich & Parkeston |
| Chester               | 1 – 0     | Hartlepool Utd      |
| Bournemouth           | 0 – 0     | Newport County      |
| Barrow                | 0 – 2     | Goole Town          |
| Bury                  | 6 – 0     | Workington          |
| Rochdale              | 1 – 1     | Northwich Victoria  |
| Weymouth              | 1 – 1     | Hitchin Town        |
| Reading               | 1 – 0     | Wealdstone          |
| Walsall               | 0 – 0     | Bradford City       |
| Gillingham            | 0 – 1     | Watford             |
| Sheffield Weds        | 2 – 0     | Stockport County    |
| Crewe Alexandra       | 1 – 1     | Preston N.E.        |
| Lincoln City          | 1 – 0     | Morecambe           |
| Stafford Rangers      | 0 – 0     | Halifax Town        |
| Swindon Town          | 7 – 0     | Bromley             |
| Scarborough           | 0 – 0     | Darlington          |
| Doncaster             | 2 – 2     | Shrewsbury Town     |
| Wrexham               | 6 – 0     | Gateshead           |
| Tranmere              | 0 – 4     | Peterborough Utd    |
| Barnsley              | 3 – 1     | Boston              |
| Brentford             | 2 – 0     | Chesham Utd         |
| Crook Town            | 0 – 4     | Nuneaton Borough    |
| Brighton              | 2 – 2     | Crystal Palace      |
| Wimbledon FC          | 1 – 0     | Woking              |
| Exeter City           | 1 – 1     | Southend Utd        |
| Scunthorpe Utd        | 1 – 2     | Chesterfield        |
| Huddersfield Town     | 0 – 0     | Mansfield Town      |
| Southport             | 1 – 2     | Port Vale           |
| Matlock Town          | 2 – 0     | Wigan               |
| Torquay Utd           | 1 – 2     | Hillingdon Borough  |
| Kettering Town        | 1 – 1     | Oxford Utd          |
| Rotherham Utd         | 5 – 0     | Altrincham          |
| Aldershot             | 1 – 1     | Portsmouth          |
| Droylsden             | 0 – 0     | Grimsby Town        |
| Tooting & Mitcham Utd | 4 – 2     | Dartford            |
| Dudley Town           | 1 – 1     | York City           |
| Leatherhead           | 2 – 0     | Northampton Town    |
| Cambridge Utd         | 1 – 1     | Colchester Utd      |
| Waterlooville         | 1 – 2     | Wycombe             |
| Swansea City          | 0 – 1     | Minehead            |

#### Replay

##### Primi
| Squadra 1           | Risultato | Squadra 2         |
| ------------------- | --------- | ----------------- |
| 22 novembre 1976    |           |                   |
| Northwich Victoria  | 0 – 0     | Rochdale          |
| Mansfield Town      | 2 – 1     | Huddersfield Town |
| Southend Utd        | 2 – 1     | Exeter City       |
| Darlington          | 4 – 1     | Scarborough       |
| 23 novembre 1976    |           |                   |
| Harwich & Parkeston | 0 – 3     | Enfield           |
| Newport County      | 3 – 0     | Bournemouth       |
| Preston N.E.        | 2 – 2     | Crewe Alexandra   |
| Halifax Town        | 1 – 0     | Stafford Rangers  |
| Shrewsbury Town     | 4 – 3     | Doncaster         |
| Crystal Palace      | 1 – 1     | Brighton          |
| Oxford Utd          | 0 – 1     | Kettering Town    |
| Portsmouth          | 2 – 1     | Aldershot         |
| Grimsby Town        | 5 – 3     | Droylsden         |
| York City           | 4 – 1     | Dudley Town       |
| 24 novembre 1976    |           |                   |
| Hitchin Town        | 2 – 2     | Weymouth          |
| Bradford City       | 0 – 2     | Walsall           |
| Colchester Utd      | 2 – 0     | Cambridge Utd     |

##### Secondi
| Squadra 1        | Risultato | Squadra 2          |
| ---------------- | --------- | ------------------ |
| 29 novembre 1976 |           |                    |
| Rochdale         | 1 – 2     | Northwich Victoria |
| Weymouth         | 3 – 3     | Hitchin Town       |
| Crewe Alexandra  | 0 – 3     | Preston N.E.       |
| 6 dicembre 1976  |           |                    |
| Brighton         | 0 – 1     | Crystal Palace     |

##### Terzo
| Squadra 1       | Risultato | Squadra 2 |
| --------------- | --------- | --------- |
| 2 dicembre 1976 |           |           |
| Hitchin Town    | 3 – 1     | Weymouth  |

### Secondo turno
| Squadra 1          | Risultato | Squadra 2             |
| ------------------ | --------- | --------------------- |
| 11 dicembre 1976   |           |                       |
| Chesterfield       | 1 – 1     | Walsall               |
| Grimsby Town       | 0 – 1     | Chester               |
| Lincoln City       | 6 – 0     | Nuneaton Borough      |
| Wrexham            | 1 – 1     | Goole Town            |
| Wycombe            | 1 – 2     | Reading               |
| Portsmouth         | 2 – 1     | Minehead              |
| Crystal Palace     | 4 – 0     | Enfield               |
| Hitchin Town       | 1 – 1     | Swindon Town          |
| Southend Utd       | 3 – 0     | Newport County        |
| Port Vale          | 3 – 0     | Barnsley              |
| Kettering Town     | 1 – 0     | Tooting & Mitcham Utd |
| Rotherham Utd      | 0 – 1     | York City             |
| Hillingdon Borough | 2 – 3     | Watford               |
| 14 dicembre 1976   |           |                       |
| Bury               | 0 – 0     | Shrewsbury Town       |
| Northwich Victoria | 4 – 0     | Peterborough Utd      |
| Halifax Town       | 1 – 0     | Preston N.E.          |
| Leatherhead        | 1 – 3     | Wimbledon FC          |
| 15 dicembre 1976   |           |                       |
| Darlington         | 1 – 0     | Sheffield Weds        |
| Mansfield Town     | 2 – 5     | Matlock Town          |
| 20 dicembre 1976   |           |                       |
| Colchester Utd     | 3 – 2     | Brentford             |

#### Replay

##### Primi
| Squadra 1        | Risultato | Squadra 2     |
| ---------------- | --------- | ------------- |
| 14 dicembre 1976 |           |               |
| Walsall          | 0 – 0     | Chesterfield  |
| York City        | 1 – 1     | Rotherham Utd |
| Goole Town       | 0 – 1     | Wrexham       |
| 21 dicembre 1976 |           |               |
| Swindon Town     | 3 – 1     | Hitchin Town  |
| Shrewsbury Town  | 2 – 1     | Bury          |

##### Secondi
| Squadra 1        | Risultato | Squadra 2 |
| ---------------- | --------- | --------- |
| 21 dicembre 1976 |           |           |
| Chesterfield     | 0 – 1     | Walsall   |
| Rotherham Utd    | 2 – 1     | York City |

### Terzo turno
A partire da questo turno, entrano le squadre iscritte alla First e alla Second Division.
| Squadra 1          | Risultato | Squadra 2       |
| ------------------ | --------- | --------------- |
| 8 gennaio 1977     |           |                 |
| Blackpool          | 0 – 0     | Derby County    |
| Darlington         | 2 – 2     | Leyton Orient   |
| Burnley            | 2 – 2     | Lincoln City    |
| Liverpool          | 0 – 0     | Crystal Palace  |
| Southampton        | 1 – 1     | Chelsea         |
| Leicester City     | 0 – 1     | Aston Villa     |
| Notts County       | 0 – 1     | Arsenal         |
| Nottingham Forest  | 1 – 1     | Bristol Rovers  |
| Northwich Victoria | 3 – 2     | Watford         |
| Wolverhampton      | 3 – 2     | Rotherham Utd   |
| Sunderland         | 2 – 2     | Wrexham         |
| Everton            | 2 – 0     | Stoke City      |
| Sheffield Utd      | 0 – 0     | Newcastle Utd   |
| Ipswich Town       | 4 – 1     | Bristol City    |
| QPR                | 2 – 1     | Shrewsbury Town |
| Fulham             | 3 – 3     | Swindon Town    |
| Coventry City      | 1 – 0     | Millwall        |
| West Ham Utd       | 2 – 1     | Bolton          |
| Manchester Utd     | 1 – 0     | Walsall         |
| Hull City          | 1 – 1     | Port Vale       |
| Carlisle Utd       | 5 – 1     | Matlock Town    |
| Oldham Athletic    | 3 – 0     | Plymouth        |
| Wimbledon FC       | 0 – 0     | Middlesbrough   |
| Southend Utd       | 0 – 4     | Chester         |
| Cardiff City       | 1 – 0     | Tottenham       |
| Halifax Town       | 0 – 1     | Luton Town      |
| Charlton           | 1 – 1     | Blackburn       |
| Leeds Utd          | 5 – 2     | Norwich City    |
| Hereford           | 1 – 0     | Reading         |
| Kettering Town     | 2 – 3     | Colchester Utd  |
| Birmingham City    | 1 – 0     | Portsmouth      |

#### Replay

##### Primi
| Squadra 1       | Risultato | Squadra 2         |
| --------------- | --------- | ----------------- |
| 10 gennaio 1977 |           |                   |
| Port Vale       | 3 – 1     | Hull City         |
| 11 gennaio 1977 |           |                   |
| Leyton Orient   | 0 – 0     | Blackpool         |
| Bristol Rovers  | 1 – 1     | Nottingham Forest |
| Crystal Palace  | 2 – 3     | Liverpool         |
| West Bromwich   | 0 – 1     | Manchester City   |
| Swindon Town    | 5 – 0     | Fulham            |
| Middlesbrough   | 1 – 0     | Wimbledon FC      |
| 12 gennaio 1977 |           |                   |
| Lincoln City    | 0 – 1     | Burnley           |
| Chelsea         | 0 – 3     | Southampton       |
| Wrexham         | 1 – 0     | Sunderland        |
| Blackburn       | 1 – 0     | Charlton          |
| 19 gennaio 1977 |           |                   |
| Derby County    | 3 – 2     | Blackpool         |
| 24 gennaio 1977 |           |                   |
| Newcastle Utd   | 3 – 1     | Sheffield Utd     |

##### Secondi
| Squadra 1         | Risultato | Squadra 2      |
| ----------------- | --------- | -------------- |
| 17 gennaio 1977   |           |                |
| Darlington        | 0 – 3     | Leyton Orient  |
| 18 gennaio 1977   |           |                |
| Nottingham Forest | 6 – 0     | Bristol Rovers |

### Quarto turno
Il Northwich Victoria diviene l'ultimo club non iscritto alla lega a lasciare la competizione.
| Squadra 1          | Risultato | Squadra 2       |
| ------------------ | --------- | --------------- |
| 29 gennaio 1977    |           |                 |
| Chester            | 1 – 0     | Luton Town      |
| Liverpool          | 3 – 0     | Carlisle Utd    |
| Nottingham Forest  | 3 – 3     | Southampton     |
| Blackburn          | 3 – 0     | Leyton Orient   |
| Aston Villa        | 3 – 0     | West Ham Utd    |
| Northwich Victoria | 1 – 2     | Oldham Athletic |
| Middlesbrough      | 4 – 0     | Hereford        |
| Swindon Town       | 2 – 2     | Everton         |
| Ipswich Town       | 2 – 2     | Wolverhampton   |
| Newcastle Utd      | 1 – 3     | Manchester City |
| Manchester Utd     | 1 – 0     | QPR             |
| Cardiff City       | 3 – 2     | Wrexham         |
| Port Vale          | 2 – 1     | Burnley         |
| Arsenal            | 3 – 1     | Coventry City   |
| Colchester Utd     | 1 – 1     | Derby County    |
| Birmingham City    | 1 – 2     | Leeds Utd       |

#### Replay
| Squadra 1        | Risultato | Squadra 2         |
| ---------------- | --------- | ----------------- |
| 1º febbraio 1977 |           |                   |
| Southampton      | 2 – 1     | Nottingham Forest |
| Everton          | 2 – 1     | Swindon Town      |
| 2 febbraio 1977  |           |                   |
| Wolverhampton    | 1 – 0     | Ipswich Town      |
| Derby County     | 1 – 0     | Colchester Utd    |

### Quinto turno
| Squadra 1        | Risultato | Squadra 2       |
| ---------------- | --------- | --------------- |
| 26 febbraio 1977 |           |                 |
| Liverpool        | 3 – 1     | Oldham Athletic |
| Southampton      | 2 – 2     | Manchester Utd  |
| Aston Villa      | 3 – 0     | Port Vale       |
| Wolverhampton    | 1 – 0     | Chester         |
| Middlesbrough    | 4 – 1     | Arsenal         |
| Derby County     | 3 – 1     | Blackburn       |
| Cardiff City     | 1 – 2     | Everton         |
| Leeds Utd        | 1 – 0     | Manchester City |

#### Replay
| Squadra 1      | Risultato | Squadra 2   |
| -------------- | --------- | ----------- |
| 8 marzo 1977   |           |             |
| Manchester Utd | 2 – 1     | Southampton |

### Sesto turno
| Squadra 1      | Risultato | Squadra 2     |
| -------------- | --------- | ------------- |
| 19 marzo 1977  |           |               |
| Liverpool      | 2 – 0     | Middlesbrough |
| Wolverhampton  | 0 – 2     | Leeds Utd     |
| Everton        | 2 – 0     | Derby County  |
| Manchester Utd | 2 – 1     | Aston Villa   |

### Semifinali
| Squadra 1      | Risultato | Squadra 2 |
| -------------- | --------- | --------- |
| 23 aprile 1977 |           |           |
| Liverpool      | 2 – 2     | Everton   |
| Manchester Utd | 2 – 1     | Leeds Utd |

#### Replay
| Squadra 1      | Risultato | Squadra 2 |
| -------------- | --------- | --------- |
| 27 aprile 1977 |           |           |
| Everton        | 0 – 3     | Liverpool |

### Finale
| Arbitro: | Matthewson (Lancashire) |

|          |           |                           |
| Case 53’ | Marcatori | 51’ Pearson 55’ Greenhoff |